# Marjorie Bowen

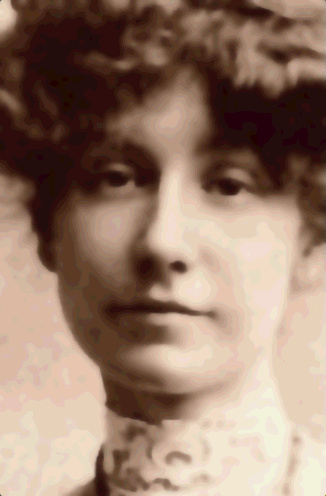
Marjorie Bowen (1922)

Marjorie Bowen (eigentlich Gabrielle Margaret Vere Long, geb. Campbell; * 1. November 1885 auf Hayling Island, Hampshire; † 23. Dezember 1952 in London) war eine englische Schriftstellerin.

## Leben
Margaret Campbell wuchs allein mit ihrer emotional instabilen Mutter in bedrückenden Verhältnissen auf. In ihrer Autobiographie von 1939 beschrieb sie ihre schwierige Kindheit.
Campbell schrieb mehr als 150 Bücher. Ihre Beiträge, Erzählungen und Romane erschienen unter verschiedenen Pseudonymen; am bekanntesten wurde sie als Marjorie Bowen, daneben auch als Robert Paye, George Preedy, Joseph Shearing oder John Winch. Sie schrieb historische Romane, Erzählungen, Biografien und Kinderbücher.

## Werke
- The Viper of Milan. A Romance of Lombardy. McClure, Phillips & Co, New York 1906; Reprint 2004, ISBN 1-904027-24-5.
  - Deutsche Ausgabe: Der Tyrann von Mailand. Machtkämpfe, Intrigen und Untergang eines italienischen Fürstenhauses. Vorwort von Graham Greene. Arena, Würzbürg 1972, ISBN 3-401-03617-3.
- Mary Queen of Scots, Daughter of Debate. London 1934.
  - Maria Stuart, Königin der Schotten. Kiepenheuer, Berlin 1934, DNB 572488440.
- Patriotic lady. Emma, Lady Hamilton, the Neapolitan Revolution of 1799, and Horatio, Lord Nelson. London 1936.
  - Die göttliche Lady. Der Roman der Emma Hamilton. Kiepenheuer, Berlin 1936, DNB 572488432
- The Debate Continues. Being the Autobiography of Marjorie Bowen.(als Margaret Campbell). Heinemann, London 1939.

| Personendaten    | Personendaten |
| ---------------- | --- |
| NAME             | Bowen, Marjorie |
| ALTERNATIVNAMEN  | Long, Margaret Gabrielle Vere (wirklicher Name); Campbell, Margaret (Geburtsname); Shearing, Joseph (Pseudonym); Preedy, George (Pseudonym); Winch, John (Pseudonym); Paye, Robert (Pseudonym) |
| KURZBESCHREIBUNG | britische Schriftstellerin |
| GEBURTSDATUM     | 1. November 1885 |
| GEBURTSORT       | Hayling Island, Hampshire |
| STERBEDATUM      | 23. Dezember 1952 |
| STERBEORT        | London |